# ジョージ・ホワイトフィールド・チャドウィック
ジョージ・ホワイトフィールド・チャドウィック（George Whitefield Chadwick, 1854年11月13日 マサチューセッツ州ローウェル - 1931年4月4日 ボストン）はアメリカ合衆国の作曲家。チャールズ・アイヴズ以前の世代では、アメリカ楽壇の重鎮のひとりであり、ホレイショ・パーカーやマクダウェルと並ぶ19世紀アメリカ人作曲家の代表者であった。

## 経歴
学問に理解のない父親によってハイスクールを中退せざるを得なかったため、その前半生において、自立心の強い、独立独歩の性格を培った。ついに父親と反目した後、同世代のアメリカ人音楽家の多くにならい、専門教育を求めてヨーロッパに渡り、ドイツに留学してライプツィヒ音楽院でザーロモン・ヤーダスゾーンとカール・ライネッケに、のちバイエルンのミュンヘン音楽学校でヨーゼフ・ラインベルガーに作曲を学ぶ。帰国する前に、アメリカ人の放浪画家の一団に加わってフランスに行き、パリ音楽院でフランクに師事せんとするが、この望みは夢に終わった。
アメリカに帰国後は、個人教師や教会オルガニストを副業としながら、作曲家や指揮者として地道に活動を続け、ついに成功をおさめた。1897年には、ニューイングランド音楽院院長に迎えられている。教育者としては、音楽理論を抽象的に講義するよりも、創作・解釈の実践にかなうように実用的に説明することを得意としていた。高弟のひとりがホレイショ・パーカーであり、チャールズ・アイヴズはチャドウィックの孫弟子にあたる。神経質なパーカーとは対照的に、チャドウィックはざっくばらんな口調と飾らない人柄、辛口だがユーモアたっぷりの発言で知られていたという。

## 作曲作品について
チャドウィックは、19世紀末のアメリカ人作曲家の中で、おそらく最も想像力に恵まれたひとりであった。ヤーダスゾーンやラインベルガーによって高度な作曲技法を叩き込まれていたため、同時代のヨーロッパの作曲界の最先端にも通じており、メンデルスゾーンやブラームスのような擬古典的な作風から、新ドイツ楽派のより華麗で繊細・色彩的な作風に至るまで、さまざまな作曲様式を自由に操ることができた。チャドウィックのすぐれた才能と技術力は、とりわけ管弦楽曲においてのびやかに発揮されている。
一方でチャドウィックは、いわば「アメリカ国民楽派」の提唱者であり、自らその可能性を探究しただけでなく、門弟にもその道を奨めた。様式的にいえば、ドイツ時代に学んだドイツ・オーストリアの作曲家を模範に仰ぐだけでは満足せず、アメリカ国内やカリブ海の民族音楽の影響を積極的に受け入れている。アメリカ帰国後のマクダウェルや、個人的にも親しかったエイミー・ビーチなどもチャドウィックの作風に影響されている。《交響曲 第2番 変ロ長調》においては、ドヴォルザークがアメリカ人作曲家に推奨する以前から、自国の音楽的素材が利用されており、あまつさえドヴォルザークの《「新世界」交響曲》への影響も垣間見える。
「タバスコ」などのオペラのほか、3つの交響曲、シンフォニエッタ、弦楽セレナーデ、5つの弦楽四重奏曲、ピアノ五重奏曲、「死の天使」「アフロディーテ」「タモシャンター」などの交響詩、「リップ・ヴァン・ウィンクル」「エウテルペー」「タレイア」「メルペメネー」などの演奏会用序曲、機会音楽、歌曲、合唱曲がある。
パーカー以外の門人には、ヘンリー・ハドリー、フレデリック・コンヴァース、ダニエル・グレゴリー・メイソン、ウィリアム・グラント・スティル、フローレンス・プライスなどがおり、それぞれ現在では再評価が進められつつある。